# Angela Balajonova
Angela Balajonova (Shajtarsk, Ucrania, 18 de diciembre de 1972) es una atleta ucraniana, especializada en la prueba de salto con pértiga, en la que llegó a ser subcampeona mundial en 1999.

## Carrera deportiva
En el Campeonato Europeo de Atletismo de 1998 ganó la medalla de oro en el salto con pértiga, saltando por encima de 4.31 metros, superando a las alemanas Nicole Humbert y Yvonne Buschbaum (bronce), ambas también con 4.31 metros pero en más intentos.
Al año siguiente, en el Mundial de Sevilla 1999 ganó la medalla de plata en la misma prueba, con un salto de 4.55 metros, tras la estadounidense Stacy Dragila que con un salto de 4.60 metros batió el récord del mundo, y por delante de la rusa Tatiana Grigorieva que saltó 4.45 metros.